# Contea di Genesee (Michigan)
La contea di Genesee è una contea dell'area centro-orientale dello Stato del Michigan negli Stati Uniti.

## Geografia fisica
La contea confina a nord con le contee di Saginaw e di Tuscola, a est con la contea di Lapeer, a sud-est con la contea di Oakland, a sud con la contea di Livingston e a ovest con la contea di Shiawassee.
Il territorio è pianeggiante e solo la parte meridionale è caratterizzata da catene di basse colline.
Il fiume principale è il Flint, che scorre prevalentemente verso nord. Il Flint riceve il Kearsley Creek ed il Thread Creek che drenano il sud-est della contea. L'area sud-occidentale è ricca di laghi e vi scorre il fiume Shiawassee.
Il capoluogo di contea è la città più popolosa è Flint, posta nell'area centrale.

## Storia
La contea fu istituita nel 1835 e fu chiamata Genesee per ricordare la contea di Genesee dello Stato di New York da dove proveniva parte dei primi coloni. All'arrivo dei primi europei nella regione questa era abitata da indiani Ojibway.
La città di Flint fu fondata nel 1819 e nella seconda metà del XIX secolo vi si affermò l'industria del legname a cui parallelamente si affiancò la produzione dei carri per il traino con cavalli. Quest'ultima attività fu l'antesignana dell'industria automobilistica che si affermò a Flint a partire dai primi anni del Novecento.
Flint divenne infatti uno dei maggiori centri dell'industria automobilistica americana. Qui ebbe origine la Buick e la General Motors. Ma a partire dalla fine degli anni sessanta l'industria automobilistica di Flint ha conosciuto un progressivo declino e i dipendenti della General Motors sono passati negli ultimi decenni da 80 000 a 8 000 nel 2006.

## Città
- Burton
- Fenton
- Grand Blanc
- Mount Morris
- Clio
- Flint
- Linden
- Swartz Creek
- Davison
- Flushing
- Montrose